# Jerzy Radziwiłowicz
Jerzy Radziwiłowicz (pronunție în poloneză [ˈjɛʐɨ rad͡ʑiviˈwɔvit͡ʂ]; n. 8 septembrie 1950, Varșovia, Polonia) este un actor polonez de teatru și film. Este absolvent al Academiei Naționale de Artă Dramatică din Varșovia. A apărut în 37 de filme din 1974.

## Biografie
Jerzy Radziwiłowicz și-a petrecut copilăria și tinerețea la Grochów, districtul Praga-Południe din Varșovia. A absolvit Liceul Stanisław Wyspiański din Varșovia. În timpul liceului, a devenit interesat de actorie. S-a înscris în clubul școlar de teatru. În 1972 a absolvit Școala Superioară de Teatru de Stat din Varșovia.
După absolvire, a plecat la Cracovia, unde s-a angajat la Teatrul Vechi. A combinat spectacole pe scenă cu munca academică. A fost lector al Școlii de Stat de Teatru din Cracovia. În anii 1981–1984 a fost prorectorul acestei universități.
Din 1998 a revenit la Varșovia. Este actor la Teatrul Național din Varșovia.
A jucat adesea eroi introvertiți. În memoria telespectatorilor a fost înregistrat în principal pentru rolurile lui: Mateusz Birkut și fiul său Maciej Tomczyk, în două lungmetraje de Andrzej Wajda : Omul de marmură și Omul de fier.
A tradus piese de teatru ca Dom Juan sau petrecerea lui Pierre și Tartuffe de Molière, precum și piese ale lui Pierre de Marivaux (Falsa servitoare sau Vicleanul pedepsit, La Fausse Suivante ou le Fourbe puni).
Locuiește în Kanie, lângă Brwinów (în Voievodatul Mazovia). Este căsătorit cu scenarista și regizoarea de dublaj Ewa Markowska-Radziwiłowicz. Împreună au un fiu și o fiică.
El a devenit membru al comisiei onorifice de sprijin a lui Bronisław Komorowski înainte de alegerile prezidențiale din Polonia din 2015.
L-a dublat în limba poloneză pe Saruman din seria de filme Hobbitul. La Teatrul Vechi din Cracovia a jucat rolul lui Wilhelm în 1973 în Procesul de Franz Kafka, ca Trofimow în 1975 în Livada de vișini de Anton Cehov, ca Ivan Kuzmici Șpekin, diriginte de poștă, în 1980 în Revizorul de Nikolai Gogol, ca al treilea sacerdot în 1982 în Omor în catedrală de T. S. Eliot și în numeroase alte roluri. În 1997 a jucat în rolul lui Faust în piesa omonimă a lui Johann Wolfgang von Goethe.
Din 1998, la Teatrul Național din Varșovia a jucat ca Orgon în 2006 în Tartuffe impostorul de Molière, ca Pozzo în 2006 în Așteptându-l pe Godot de Samuel Beckett, ca Othello în 2008 în piesa omonimă de Shakespeare, ca Agamemnon în Ifigenia de Euripide, ca Prospero în 2018 în Furtuna de Shakespeare și în numeroase alte roluri.

## Filmografie selectată
- Omul de marmură (1977)
- Omul de fier (1981)
- Le Grand Paysage d'Alexis Droeven (1981)
- Passion (1982)
- Dies rigorose Leben (1983)
- Posedata (1988)
- The Seventh Chamber (1995)
- An Air So Pure (1997)
- Secret Defense (1998)
- Life as a Fatal Sexually Transmitted Disease (2000)
- The Story of Marie and Julien (2003)
- Pokłosie (2012)